# 退魔寺
退魔寺（たいまじ）は、群馬県伊勢崎市にある真言宗豊山派の寺院である。北関東三十六不動尊霊場第6番札所、東国花の寺百ヶ寺群馬県第3番札所となっている。

## 歴史
石岡山不動院と号す。南北朝時代の頃、応安4年（1371年）に時の城主・茂呂勘解由左衛門尉源義輝が城内の光円坊を改めて、香華院を創立した。そして、弘法大師（空海）自作の不動明王を本尊とし、鶏足寺から道照禅師を迎え、開山の師と仰いで帰依したのが、この寺の始まりであった。後に退魔寺と改称して本寺格となり、現在に到っている。
石田三成が伊勢崎を通った時、土橋（現・光円橋）付近に毎夜妖怪が現れ、そのために庶民が難渋しているということを聞いた。早速、三成は行動を起こし、この騒ぎを解決したといわれる。そのため、寺号を改め、また寺紋を石田氏の紋にしたとされる。その後、寛文3年（1663年）、回禄の災に遭遇したが、寛文10年（1670年）には再建された。さらに延宝5年（1677年）9月には10坪余りある不動堂を建立している。本堂には、大日如来を安置しており、宝暦10年（1760年）3月には庫裏を建設、寛政4年（1792年）に本堂を改築、さらに昭和63年（1988年）1月に本堂の屋根を全面改修して現在に到っている。
「不動院」と書いてある山門をくぐると、正面に不動堂があり、その右にどっしりとした構えの本堂が建っている。左手には鐘楼が境内の隅にひっそりと構えている。

## 寺宝
- 不動明王 - 不動堂本尊 茂呂不動と呼ばれる。

## 年中行事
- 初護摩 1月1日
- 初不動 1月28日
- 春彼岸会 3月彼岸
- 春不動 3月28日
- 花まつり 4月8日
- 水神宮の祭典 7月31日
- お盆 8月13日から
- 秋彼岸会 9月彼岸
- 施餓鬼 10月10日
- 除夜の鐘供養 12月31日